# Bostrychoplites productus
Bostrychoplites productus är en skalbaggsart som först beskrevs av Ludwig Imhoff 1843.  Bostrychoplites productus ingår i släktet Bostrychoplites och familjen kapuschongbaggar. Inga underarter finns listade i Catalogue of Life.

## Bildgalleri

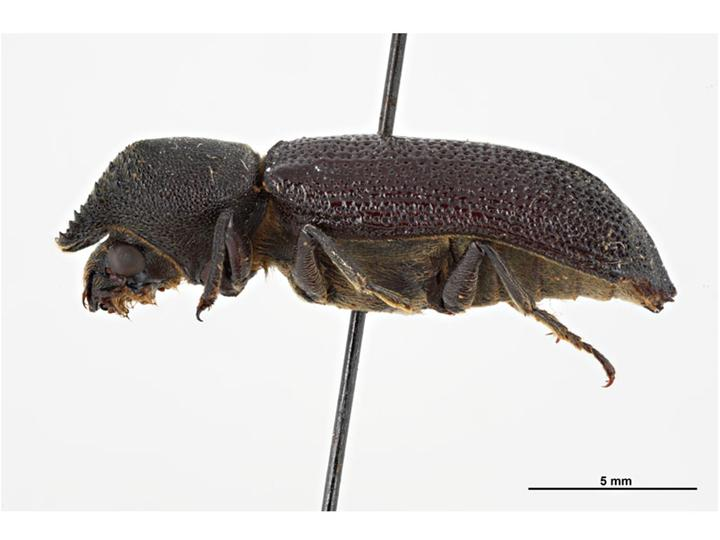
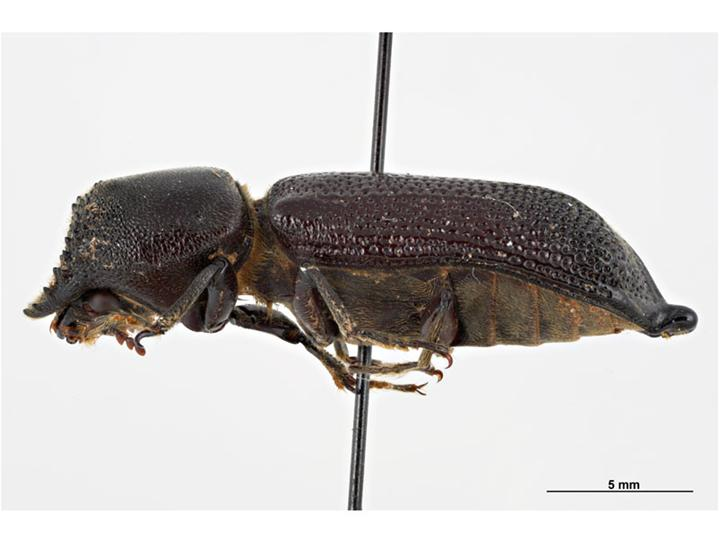